# Grödby, Nynäshamns kommun
Grödby är en tätort i Nynäshamns kommun i Stockholms län.  Strax väster om orten ligger Fagersjön.

## Befolkningsutveckling
| Befolkningsutvecklingen i Trollsta/Grödby 1975–2020                                                   | Befolkningsutvecklingen i Trollsta/Grödby 1975–2020 | Befolkningsutvecklingen i Trollsta/Grödby 1975–2020 | Befolkningsutvecklingen i Trollsta/Grödby 1975–2020 | Befolkningsutvecklingen i Trollsta/Grödby 1975–2020 |
| --- | --------------------------------------------------- | --------------------------------------------------- | --------------------------------------------------- | --------------------------------------------------- |
| |                                                     |                                                     |                                                     |                                                     |
| År |                                                     |                                                     | Folkmängd                                           | Areal (ha)                                          |
| 1975                                                                                                  | 1975                                                |                                                     | 274                                                 |                                                     |
| 1980                                                                                                  | 1980                                                |                                                     | 363                                                 |                                                     |
| 1990                                                                                                  | 1990                                                |                                                     | 361                                                 | 43                                                  |
| 1995                                                                                                  | 1995                                                |                                                     | 350                                                 | 44                                                  |
| 2000                                                                                                  | 2000                                                |                                                     | 362                                                 | 44                                                  |
| 2005                                                                                                  | 2005                                                |                                                     | 368                                                 | 45                                                  |
| 2010                                                                                                  | 2010                                                |                                                     | 340                                                 | 45                                                  |
| 2015                                                                                                  | 2015                                                |                                                     | 551                                                 | 104                                                 |
| 2020                                                                                                  | 2020                                                |                                                     | 579                                                 | 105                                                 |
| Anm.: Ny tätort 1975; Namnändring från Trollsta till Grödby 1980. 2015 utökades tätorten med Fagersjö |                                                     |                                                     |                                                     |                                                     |

## Näringsliv
I Grödby finns bland annat Sorunda korvfabrik och bussbolaget Kerstins Taxi. 